# Système de retraite en Espagne
Le système de retraite en Espagne s'organise entre un système public de retraite par répartition et un système privé complémentaire de retraite par capitalisation, à savoir les assurances-vie et les plans et fonds de pension, qui constituent un
complément au système de la sécurité sociale obligatoire.
Le système public est composé d'un régime général, pour les travailleurs salariés et les travailleurs associés des sociétés commerciales et privée, et de plusieurs régimes spéciaux pour certaines activités professionnelles. Les cotisations sont obligatoires pour tous les
travailleurs (salariés ou indépendants). Parallèlement au système « contributif », il existe des pensions non contributives, notamment pour les personnes qui ne disposent pas des ressources économiques suffisantes et qui n'ont jamais ou pas suffisamment cotisé
Le système de retraite fait l'objet d'un débat public régulier, en raison notamment des remises en cause, par les organisations internationales, de la soutenabilité financière du système. Le débat est organisé institutionnellement par le « Pacte de Tolède », texte adopté par le Congrès des députés en avril 1995, relatif à l’analyse des problèmes structurels de la sécurité sociale et aux réformes à entreprendre. Ce pacte a défini des lignes d'action et de réforme du système des pensions contributives à mettre en place, ainsi que des recommandations en matière de consolidation du système.
Le pacte de Tolède a été rendu possible à la suite du consensus de tous les partis politiques représentés au parlement, afin de garantir la viabilité économique du régime actuel de sécurité sociale, dont le financement en fonction des besoins repose sur la solidarité intergénérationnelle, et de contribuer à son amélioration ainsi qu’à la consolidation du régime de retraite public.
D'autres réformes ont cependant eu lieu. La période retenue pour calculer le montant de la retraite a été allongée progressivement de 8 à 15 années de cotisations. Ainsi 15 années de cotisations ouvrent droit à 50 % de la pension, alors qu'une pension à taux plein s'acquiert avec 35 années de cotisations, pour les salariés de l'industrie, du commerce et des services.
Le Congrès des députés met en place, tous les cinq ans, une Commission non permanente qui étudie la conjoncture et les perspectives du système de Sécurité sociale. La Commission non permanente actuelle a été mise en place en mai 2008.
Mais selon les experts de l'Organisation de coopération et de développement économique (OCDE), toutes ces mesures ne garantissent pas la viabilité à long terme du système de retraite espagnol et ne préparent pas le violent choc démographique qui frappera le pays après 2020. Pour l'OCDE, un organisme public connu pour ses options proches du libéralisme, l'Espagne doit donc aller plus loin en réduisant la générosité du système public, en favorisant les départs à la retraite plus tardifs et en encourageant le développement des systèmes de retraite complémentaires.
Alors que l'Espagne et le Portugal ont fait le choix de conserver l'architecture générale de leurs systèmes de retraite, l'Italie a mis en œuvre quatre réformes successives qui modifient très profondément l'organisation des retraites.